# Costers catalans
Costers catalans (en francès Côtes Catalanes) és una Indicació geogràfica protegida vinícola de la Catalunya del Nord. Les varietats de raïm més habituals són syrah, carinyena i garnatxa. La regió produeix vins secs negres, rosats i blancs.